# Orneau
Orneau är ett vattendrag i Belgien.   Det ligger i provinsen Namur och regionen Vallonien, i den centrala delen av landet, 50 km sydost om huvudstaden Bryssel.
Trakten runt Orneau består till största delen av jordbruksmark. Runt Orneau är det ganska tätbefolkat, med 230 invånare per kvadratkilometer.